# Хомутовский тупик
Хомуто́вский тупик — тупик в центре Москвы. Примыкает к нечётной стороне Садовой-Черногрязской улицы между домами № 5 и 11.

## Происхождение названия
Назван в конце XIX века по находившемуся поблизости урочищу Хомутовка. Название Хомутовка восходит к домовладельцу середины XVIII века сержанту Семёновского полка И. А. Хомутову, чей дом находился в конце современного Большого Харитоньевского переулка, отчего часть переулка тогда называлась Хомутовой улицей. Прежнее название Хлудовский тупик дано по домовладельцам Хлудовым, имевшим во второй половине XIX века несколько домов в тупике. В середине XIX века назывался Тупой переулок.

## История
В середине XVIII века тупик доходил почти до современной улицы Александра Лукьянова. К началу XIX века в связи с расширением дворовых территорий он уменьшился почти вдвое. В 1870 году после прокладки соединительной ветки Курской железной дороги тупик снова укоротился и стал доходить только до путей. Пешеходный мост через железную дорогу ведёт из Хомутовского тупика в Басманный тупик.
- В 2020 году мост был закрыт на реконструкцию.

## Примечательные здания и сооружения
По нечётной стороне:

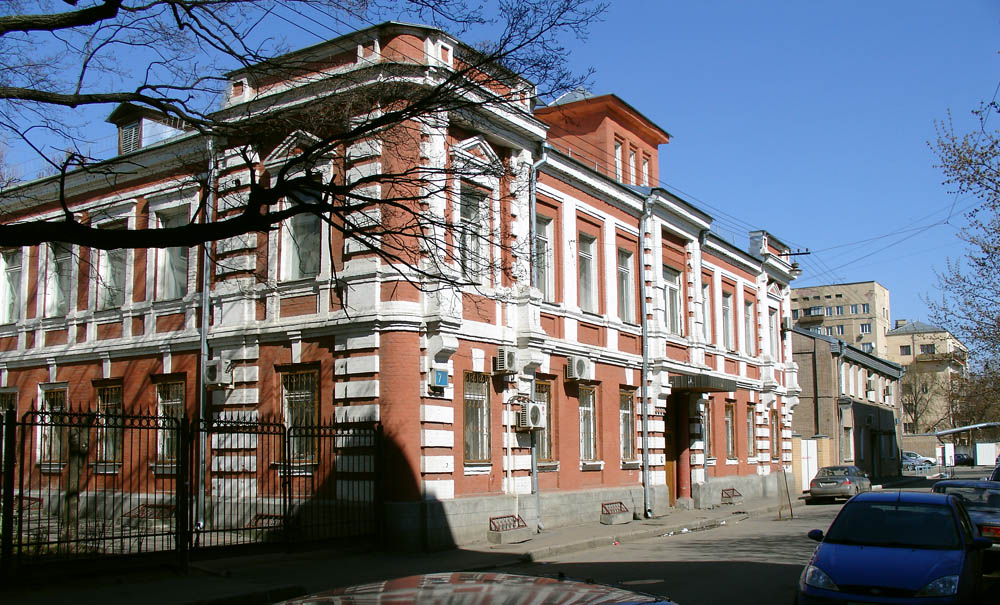
Хомутовский тупик, № 7

- № 5а — Особняк А. И. Хлудова (1864), с 1882 года — его сына, В. А. Хлудова, у которого бывали С. И. Танеев, Д. С. Мережковский, В. С. Соловьёв и другие известные люди[6].
- № 7а — Доходный дом В. А. Хлудова (1897)
- № 7 — Дом М. А. Хлудова.

По чётной стороне:
- № 8 — Особняк и мастерская художника и архитектора Л. М. Браиловского (1911, архитектор Л. М. Браиловский)
- № 10 — Особняк Ф. К. Тронше (1911, архитектор В. И. Дзевульский)[7]